# Producció més neta
La producció més neta es basa en l'aplicació continuada d'una estratègia integrada de prevenció ambiental als processos, als productes i als serveis, amb l'objectiu de reduir els riscos per als éssers humans i per al medi ambient, incrementar la competitivitat de l'empresa i garantir-ne la viabilitat econòmica.
La producció més neta, comporta:
- Estalvi d'energia, aigua i matèries primeres.
- Eliminació, reducció i/o substitució de matèries perilloses.
- Reducció de la quantitat i la perillositat dels residus i les emissions contaminants generades.
- Reducció dels impactes durant el cicle de vida d'un producte, des de l'obtenció de les matèries primeres fins al residu final.
- Incorporació de criteris mediambientals en el disseny i la distribució dels serveis.

Així doncs, La producció més neta esdevé una eina estratègica de política empresarial, que integra el medi ambient en la gestió global de l'empresa i que li permet mantenir o millorar la competitivitat en un marc de sostenibilitat del medi. La seva aplicació requereix una gestió mediambiental responsable, un canvi d'actituds i l'avaluació i aplicació dels coneixements i opcions tecnològiques.

## Avantatges de la P+N
La utilització estratègica de la P+N presenta un seguit d'avantatges competitius molt rellevants per a l'empresa que promou la seva aplicació, entre els quals es poden destacar els següents:
- Disminució considerable del risc ambiental per a la salut i dels accidents laborals
- Estalvi econòmic en concepte de matèries primeres, aigua i energia.
- Minimització de la gestió i tractament dels corrents residuals.
- Millora de la imatge pública de l'empresa.
- Augment de la qualitat del producte.
- Racionalització de l'estructura de treball.
- Replantejament de processos i procediments.
- Optimització dels processos i de l'ús de recursos.
- Millora en el compliment dels requisits ambientals i legals de l'empresa.

## Relacions de la P+N

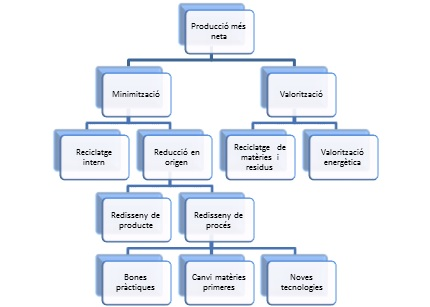
Estructura P+N

La Producció més Neta ha demostrat ser l'etapa prèvia a les alternatives correctes de tractament o disposició, amb les quals no és incompatible. A més, aquest concepte d'estratègia de prevenció ambiental integrada, està molt relacionada amb altres conceptes com la minimització, la reducció en origen, la prevenció en origen de la contaminació, l'eco eficiència, etc.
La prevenció en origen de la contaminació significa, en primer lloc, evitar la seva generació. A banda de les millores ambientals que s'assoleixin, la implantació d'una política de prevenció de la contaminació, que és una opció voluntària per part de les empreses, repercuteix en una disminució del cost de la gestió ambiental, el disseny de les instal·lacions de tractament en la seva correcta dimensió, la disminució del risc de responsabilitats, la millora de la imatge i l'aportació d'un grau superior de protecció a les persones i el medi ambient.
Cal tenir en compte, a més, que a diferència dels sistemes de tractament a final de la línia, la prevenció en origen de la contaminació ambiental pot aplicar-se a les diferents etapes del procés productiu de la majoria dels processos Industrials.
Pel que fa a la minimització de residus, aigües residuals i emissions contaminants, són conceptes que van de la mà amb la prevenció en origen de la contaminació i poden ser definits com la combinació de la reducció i el reciclatge en origen:
- La reducció en origen consisteix a eliminar o disminuir la contaminació (o el seu grau de perillositat per l'entorn) abans que es produeixi la seva generació. Aquest procés es duu a terme per mitjà de modificacions en el procés de fabricació, l'aplicació de bones pràctiques operatives, el canvi de materials i de productes, o la utilització de tecnologies més respectuoses amb el medi ambient.
- El reciclatge en origen, en canvi, es basa en la reutilització del corrent residual que inevitablement s'hagi produït dins del mateix procés que l'ha generat.

Així doncs, la producció més neta, es sustenta en l'aplicació continuada d'estratègies ambientals que es sustentin en aquests pilars per tal de poder integrar completament els processos productius als ecosistemes socials i ambientals actuals.

## Exemples de P+N
A continuació, es presenten alguns exemples d'actuacions que s'integren dins d'una estratègia ambiental basada en la producció més neta:
- Documentació de consum (com una anàlisi bàsica dels fluxos de materials i energia).
- Ús d'indicadors i control (per identificar les pèrdues i errors per la mala planificació, l'educació i la formació deficient).
- La substitució de matèries primeres i materials auxiliars (especialment per materials i energies renovables).
- Augment de la vida útil dels materials auxiliars i líquids de procés.
- Millora del control i l'automatització.
- Reutilització de residus (interna o externa).